# Västra Karups landskommun
Västra Karups landskommun var en tidigare kommun i dåvarande Kristianstads län.

## Administrativ historik
Kommunen bildades i Karups socken i Bjäre härad i Skåne när 1862 års kommunalförordningar trädde i kraft. Namnet var före 17 april 1885 Karups landskommun.
Vid kommunreformen 1952 uppgick kommunen i Västra Bjäre landskommun som 1971 uppgick i Båstads kommun.